# Andropogon leprodes
Andropogon leprodes är en gräsart som beskrevs av Thomas Arthur Cope. Andropogon leprodes ingår i släktet Andropogon och familjen gräs.
Artens utbredningsområde är Somalia. Inga underarter finns listade i Catalogue of Life.